# Lietuvos centro sąjunga
Die Lietuvos centro sąjunga (LCS, wörtlich deutsch: Union des Zentrums Litauens, Litauische Zentrumsunion) war eine liberale politische Partei in Litauen.
Die Anfänge der Partei lagen im „liberalen Block“ der Sąjūdis-Fraktion in der Verfassung gebenden Versammlung, die in den ersten freien Wahlen der Sowjetunion im Februar 1990 bestimmt worden war. Vor den anstehenden ersten Wahlen im wieder unabhängigen Litauen im Oktober 1992 formierte sich aus dem „liberalen Block“ die Litauische Zentristenbewegung (lit. Lietuvos centristų judėjimas). Sie war bei den Wahlen nicht sehr erfolgreich und konnte lediglich zwei Abgeordnete als Direktmandatare ins Parlament entsenden. Dies waren der Vorsitzende Romualdas Ozolas (direkt gewählt in Šiauliai) und Egidijus Bičkauskas (gewählt in Vilnius).
Im Jahr 1993 erfolgte aufgrund des neuen litauischen Parteiengesetzes die Umwandlung in eine politische Partei und die Umbenennung in Lietuvos centro sąjunga. Vorsitzender blieb Ozolas, Bičkauskas wurde Vorsitzender des Parteivorstands.
Die nächsten Parlamentswahlen im Oktober 1996 verliefen für LCS sehr erfolgreich. Mit 8,2 % der gültigen Stimmen wurde die LCS in der damals sehr zersplitterten Parteienlandschaft viertstärkste Kraft. Sie stellte 14 Abgeordnete (davon 5 Direktmandate) und beteiligte sich an der Bildung einer Mitte-rechts-Koalition unter Ministerpräsident Gediminas Vagnorius von den Konservativen. Algis Čaplikas war bis zum Bruch der Koalition im Mai 1999 Bau- bzw. Umweltminister. Nach dem Bruch der Koalition tolerierten die Zentristen die folgenden Minderheitsregierungen von Rolandas Paksas und Andrius Kubilius.
Die Parlamentswahlen im Oktober 2000 brachten eine empfindliche Niederlage für die LCS, die mit 2,9 % der Stimmen die erforderliche 5 %-Hürde klar verfehlte. Lediglich ein Direktmandat konnte direkt errungen werden (Gintaras Šileikis). Die Niederlage war umso schmerzhafter, als die LCS bei den Kommunalwahlen im März 2000 mit 173 Mandataren noch zur viertstärksten Partei avanciert war (Hochburgen Varėna, Kazlų Rūda, Elektrėnai, Šakiai und Druskininkai). Bei den Kommunalwahlen 2002 konnten diese Ergebnisse bestätigt werden (156 Mandate).
Um vor den Parlamentswahlen 2004 ein ähnliches Schicksal wie 2000 zu vermeiden, gab es nach den Kommunalwahlen 2002 Verhandlungen mit anderen liberalen Parteien über einen Zusammenschluss. Dieser wurde im Mai 2003 auf einem großen Vereinigungskongress beschlossen. Die LCS, die Liberale Union (LLS) und die Modernen Christdemokraten (MKDS) schlossen sich zur heutigen Liberalen und Zentrumsunion (LiCS) zusammen.

## Abspaltung derLietuvos centro partija
Ein Teil der LCS-Mitglieder (darunter Parteigründer Romualdas Ozolas) wandte sich gegen die mit der Fusion mit der LLS verbundene Hinwendung zum Wirtschaftsliberalismus und gründete am 1. Mai 2003 die Nacionalinė centro partija (NCP; deutsch Nationale Zentrumspartei). Sie wurde am 21. Mai 2005 in Lietuvos centro partija (LCP; deutsch Litauische Zentrumspartei) umbenannt. Parteivorsitzender war zunächst Romualdas Ozolas; er wurde im Oktober 2007 von Arūnas Grumadas abgelöst.
Die Partei hat seit ihrer Gründung im Mai 2003 im politischen Leben des Landes keine bedeutende Rolle spielen können. Die Teilnahme an den Parlamentswahlen 2004 und 2008 erbrachte 0,5 bzw. 0,7 % der Stimmen. Bei den Kommunalwahlen 2007 konnte die Partei 18 Mandate erringen, 13 davon allein im Bezirk Varėna, den sie mit knapper absoluter Mehrheit regiert.
Zu den Europawahlen 2009 konnte die LCP die bekannte Politikerin Ona Juknevičienė, die sich gegen die Teil-Privatisierung des staatlichen Energieversorgers Lietuvos energija starkgemacht hatte, als Listenführerin präsentieren und kam auf beachtliche 3,1 % der gültigen Stimmen.